# 山王駅 (愛知県)
山王駅（さんのうえき）は、愛知県名古屋市中川区山王3丁目にある、名古屋鉄道名古屋本線の駅である。駅番号はNH35。

## 歴史
かつては「中日球場前駅」、「ナゴヤ球場前駅」の名称で、1996年（平成8年）までプロ野球セ・リーグの中日ドラゴンズのホームグラウンドであったナゴヤ球場への最寄り駅であったが、ホームグラウンドが翌1997年（平成9年）よりナゴヤドームに移転したことで利用客が減少し、2005年（平成17年）、49年ぶりに開業当時と同じ現在の駅名へと改称している。
当駅は原則普通列車のみの停車であるが、ナゴヤ球場が中日の本拠地であった1996年（平成8年）までは、プロ野球開催時は試合時間に合わせて、一部の特急以外の全列車が臨時停車していた。本拠地がナゴヤドームに移転した後も2000年代前半まではコンサートがナゴヤ球場で行われたことがあり、その際に臨時停車していた。2023年（令和5年）3月のダイヤ改正で、平日に上り急行1本の特別停車が復活している。

### 年表
- 1944年（昭和19年）9月1日：山王駅として開業[2]。
- 1945年（昭和20年）5月17日：空襲により駅舎被災[3]。
- 1956年（昭和31年）9月12日：中日球場前駅に改称[2]。
- 1976年（昭和51年）1月1日：ナゴヤ球場前駅に改称[2]。
- 1983年（昭和58年）3月6日：駅舎改築[4]。
- 1988年（昭和63年）4月8日：南口（グラウンドゲート）新設[5][6]。
- 1996年（平成8年）10月6日：ナゴヤ球場最後のプロ野球一軍公式戦（中日対巨人最終戦）。この年の中日はセ・リーグ優勝を逃し、日本シリーズもナゴヤ球場では開催されなかったため、この日をもってプロ野球開催による臨時停車も終了する。
- 2004年（平成16年）9月15日：無人化[7]。
- 2005年（平成17年）1月29日：山王駅に改称[8][2]、開業時の駅名に戻る。
- 2008年（平成20年）3月21日：バリアフリー対応設備の使用を開始[要出典]。
- 2011年（平成23年）2月11日：ICカード「manaca」の利用が可能となる。
- 2012年（平成24年）2月29日：トランパスの使用を終了。

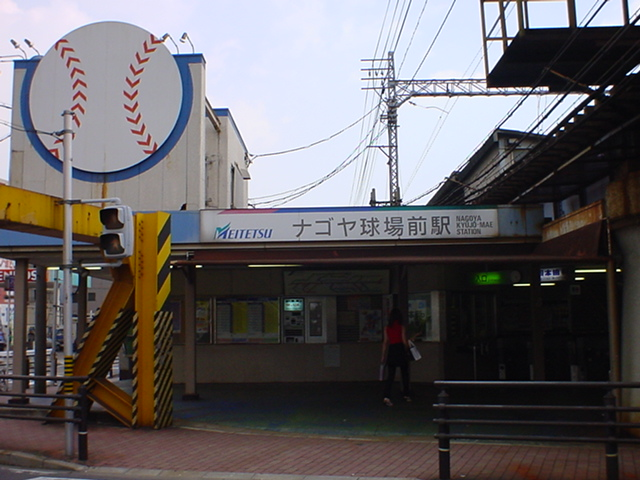
ナゴヤ球場前駅時代
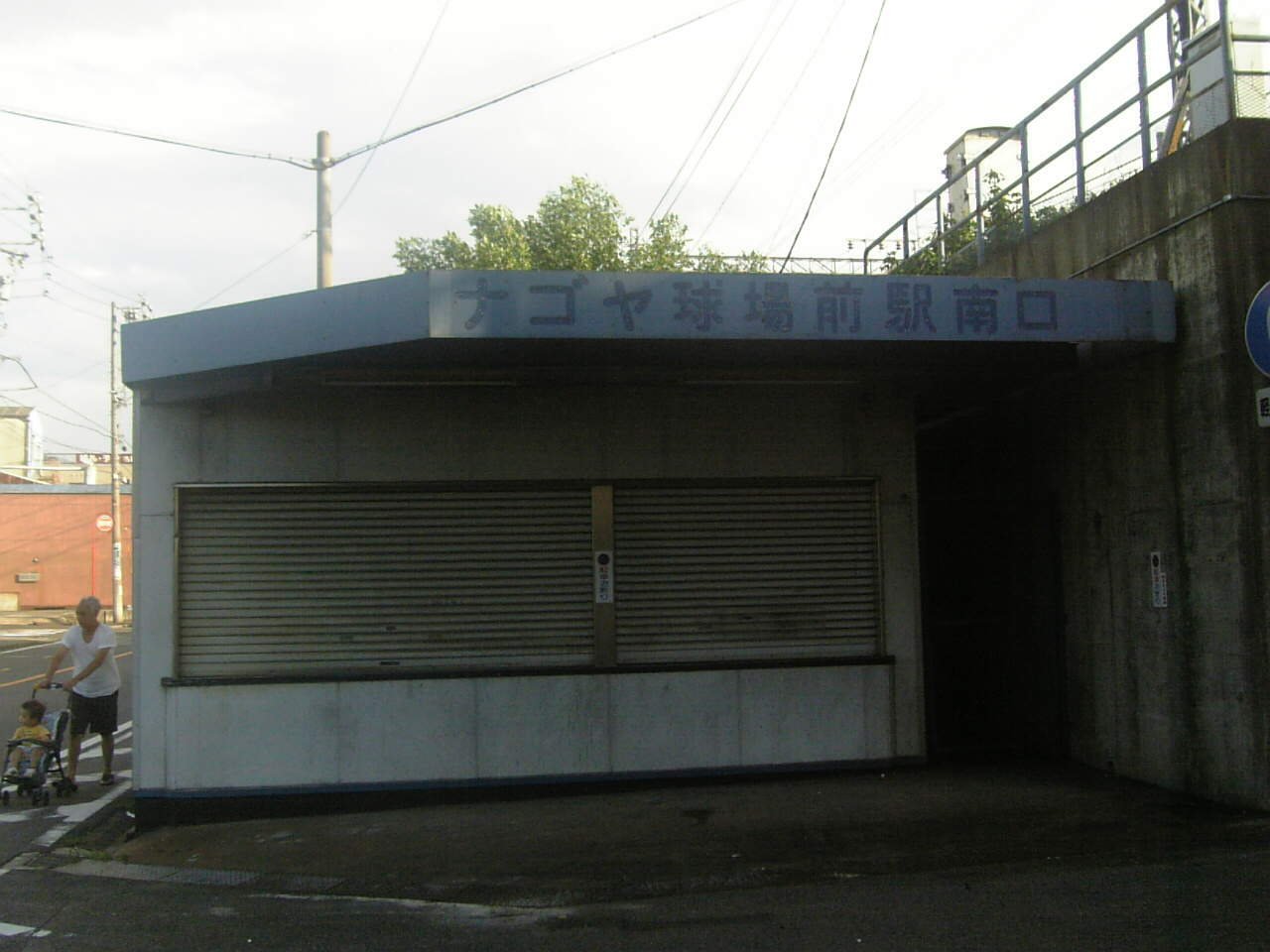
南口
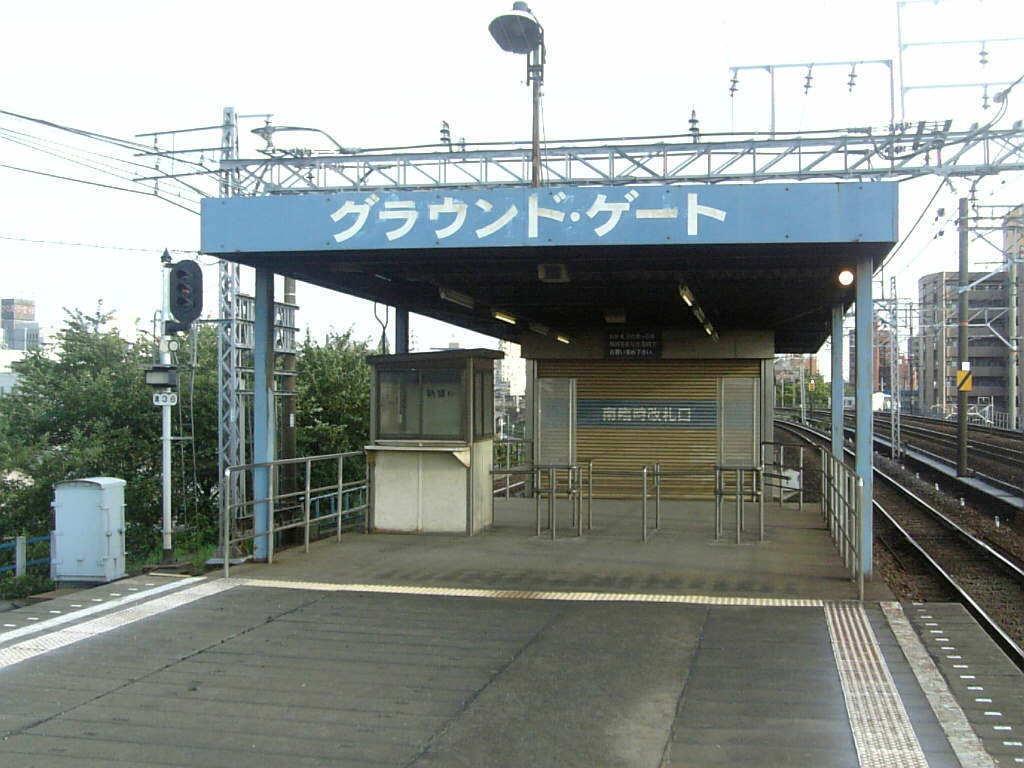
南口臨時改札 “グラウンドゲート”

## 駅構造
島式ホーム1面2線を有する高架駅。ホームは8両分。駅の前後では線路がカーブしており、通過列車も多い。
かつては有人駅だったが、2004年（平成16年）9月15日から駅集中管理システムによる無人駅になっている（管理元は神宮前駅、ただし機器異常時等の際は名鉄名古屋駅より係員が派遣される）。
改札口は高架下の1階部分にあり、付近には自動券売機（新規manaca通勤定期乗車券及び継続manaca定期乗車券の購入も可能ではあるが、7:00～22:00以外の時間はクレジットカードでの決済は不可能である）と自動精算機（ICカードの積み増し等も可能）を1台ずつ備えている。
また、1987年（昭和62年）に東海旅客鉄道（JR東海）が東海道本線の貨物支線（通称「名古屋港線」）のナゴヤ球場に近接したところに臨時駅としてナゴヤ球場正門前駅を設けたことに対抗して、1988年（昭和63年）春に急遽南口が設置された（通称：「グラウンドゲート」）。南口はナゴヤ球場が中日ドラゴンズ一軍の本拠地として利用されていた1996年（平成8年）秋まで使用され、その後も2000年代初め頃までコンサート開催時などに稀に使用されていたが、その後は使用されていない。途中の通路にはドラゴンズの選手の手形が飾られていたが、2007年（平成19年）に撤去された。なお、建屋と乗車券販売所はそのまま残されている。駅名がナゴヤ球場前だった頃、北口駅舎の屋根に大きな野球ボールの看板が設置されていたのも当駅の特徴だった（改称直前の2005年（平成17年）の正月明けに取り外された）。
バリアフリー対応工事が施工され、以前の駅務室のスペースに多目的トイレ（ただし毎日22時 - 翌朝7時までの間は防犯の理由上施錠され使用できない）が、改札口から見て左側半分の階段を改築し残る右側半分の階段スペースを利用してエレベーターがそれぞれ設置された。ホーム高さも嵩上げされ、車両床面との段差がほとんどなくなった。

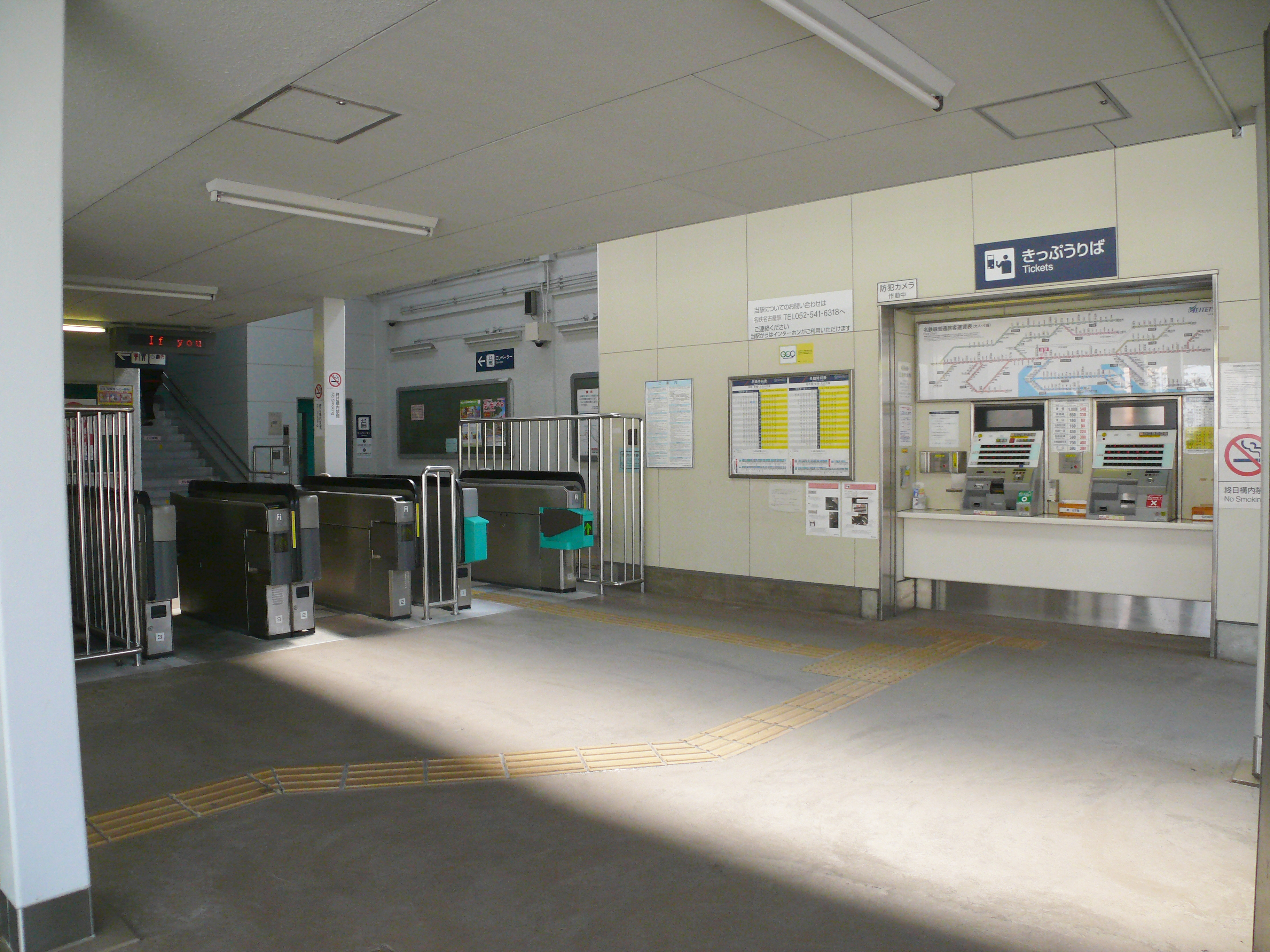
改札口
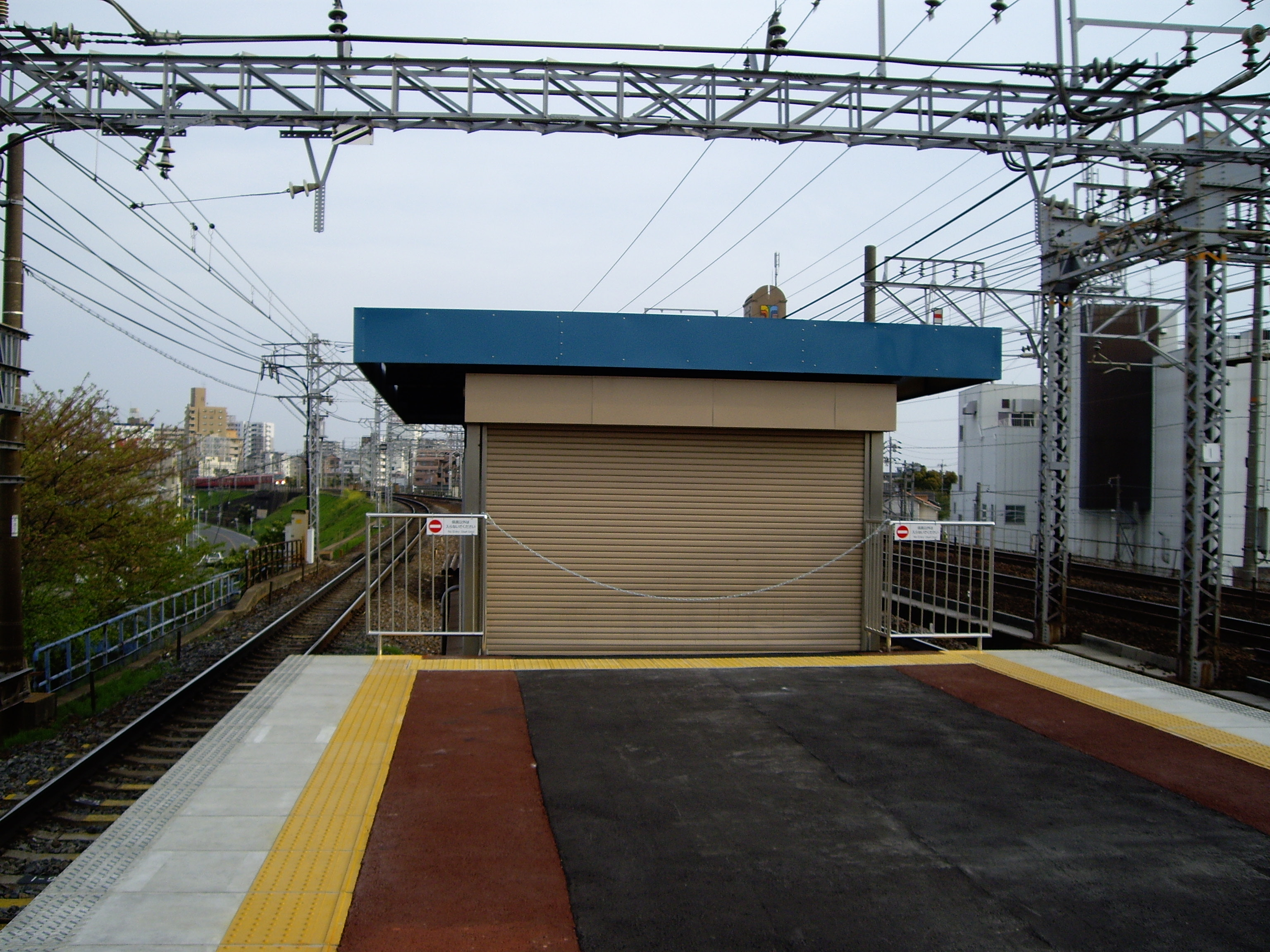
閉鎖された南口
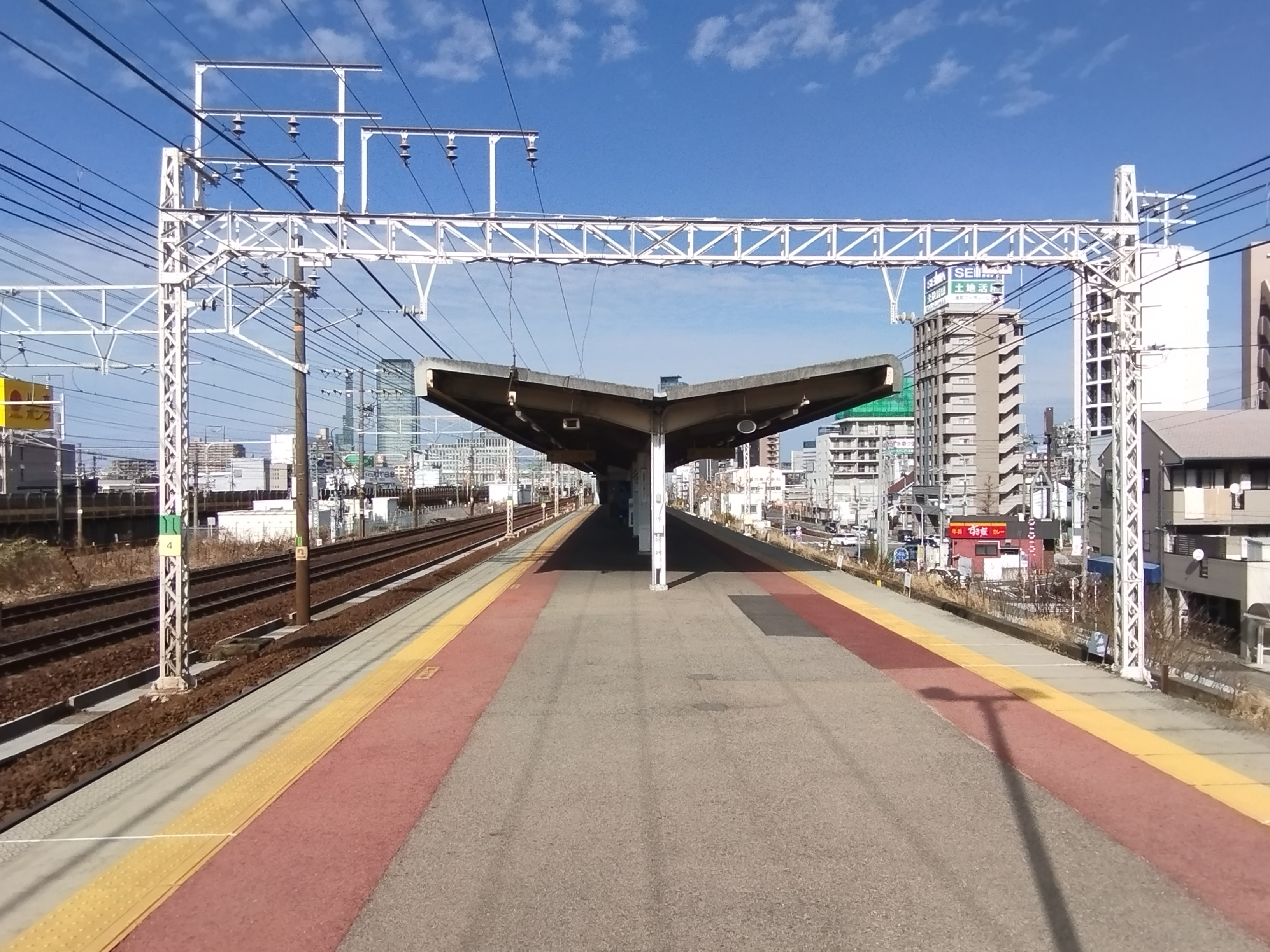
ホーム
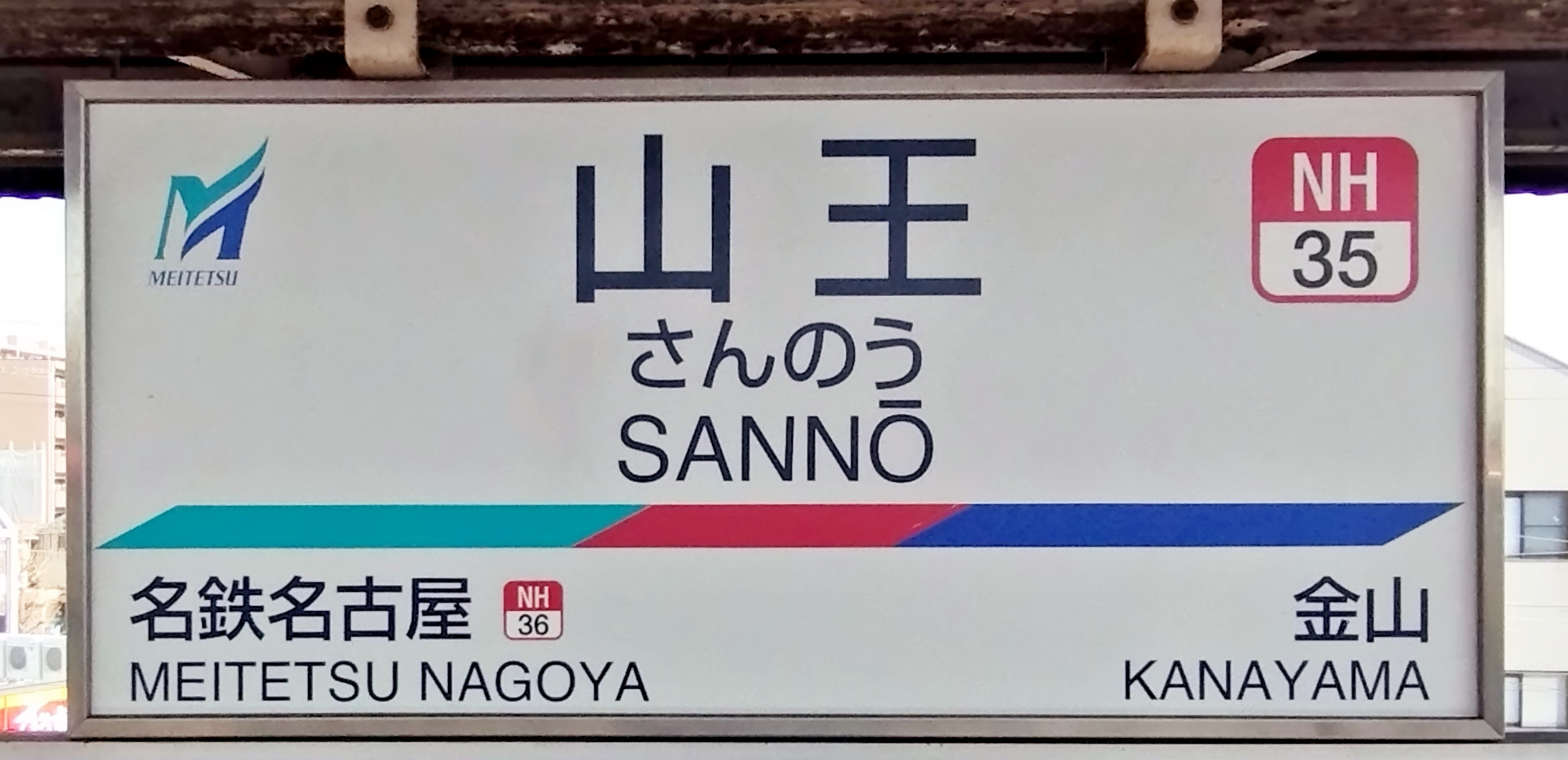
駅名標

### のりば
| 番線 | 路線          | 方向 | 行先                           |
| ---- | ------------- | ---- | ------------------------------ |
| 1    | NH 名古屋本線 | 下り | 名鉄名古屋・名鉄岐阜・犬山方面 |
| 2    | NH 名古屋本線 | 上り | 東岡崎・豊橋・中部国際空港方面 |

### 配線図
| ← 金山駅   | 山王駅 構内配線略図 | → 名鉄名古屋駅 |
| 凡例 出典: |                     |                |

## 利用状況
- 「移動等円滑化取組報告書」によれば、2023年度の1日平均乗降人員は7,665人である[12]。
- 『名鉄120年：近20年のあゆみ』によると2013年度当時の1日平均乗降人員は5,979人であり、この値は名鉄全駅（275駅）中66位、名古屋本線（60駅）中24位であった[13]。
- 『名古屋鉄道百年史』によると1992年度当時の1日平均乗降人員は11,596人であり、この値は岐阜市内線均一運賃区間内各駅（岐阜市内線・田神線・美濃町線徹明町駅 - 琴塚駅間）を除く名鉄全駅（342駅）中35位、 名古屋本線（61駅）中17位であった[14]。
- 『名古屋市統計年鑑』によると、2019年度の1日平均乗車人員は3,577人である。各年度の1日平均乗車人員は以下の通り[15]。

| 年度   | 1日平均 乗車人員 |
| ------ | ---------------- |
| 1991年 | 6,227            |
| 1992年 | 5,759            |
| 1993年 | 5,647            |
| 1994年 | 5,766            |
| 1995年 | 5,190            |
| 1996年 | 5,078            |
| 1997年 | 3,232            |
| 1998年 | 3,224            |
| 1999年 | 3,007            |
| 2000年 | 2,988            |
| 2001年 | 2,925            |
| 2002年 | 2,920            |
| 2003年 | 2,758            |
| 2004年 | 2,805            |
| 2005年 | 2,665            |
| 2006年 | 2,557            |
| 2007年 | 2,608            |
| 2008年 | 2,710            |
| 2009年 | 2,646            |
| 2010年 | 2,712            |
| 2011年 | 2,742            |
| 2012年 | 2,827            |
| 2013年 | 2,891            |
| 2014年 | 2,914            |
| 2015年 | 2,996            |
| 2016年 | 3,062            |
| 2017年 | 3,307            |
| 2018年 | 3,439            |
| 2019年 | 3,577            |

前述のように、1996年（平成8年）を最後にナゴヤ球場での一軍公式戦開催が終了して以降は普通列車（本数は少ない）のみの停車駅となったうえ、駅周辺は繁華街でもなく、名古屋市の2大ターミナル駅である（名鉄）名古屋駅と金山駅の間駅ということもあり、利用客は大きく減少した（それ以前の1987年（昭和62年）にJRナゴヤ球場正門前駅が開業してからも減少傾向であった）が、近年は若干回復している。また、2022年（令和4年）現在でも、ナゴヤ球場でプロ野球の二軍戦が行われるため、二軍の試合が終わった直後の時間は切符売場が混雑することがある（観戦客が多い土日祝など）。

## 駅周辺
駅出口のすぐ東にある山王通と名駅通の交差点は駅名改称に併せてナゴヤ球場前駅から山王駅東に改称されている。

### 施設
- ナゴヤ球場
- 昇竜館（中日ドラゴンズ合宿所）
- 名古屋市露橋スポーツセンター
- 重工大須病院（旧称：NTT西日本東海病院）
- 山王温泉 喜多の湯
- 松重閘門
- 名古屋市立露橋小学校
- 名古屋市立山王中学校
- 山王通（名古屋市道山王線）
- 名駅通
- 尾頭橋駅 - 東海旅客鉄道（JR東海）東海道本線

### バス
- 名古屋市営バス - バス停留所
  - 中川巡回系統 - 「名鉄山王」バス停
  - 名駅20系統 - 「柳原橋」バス停
  - 名駅19系統、栄22系統 - 「山王橋」バス停

## 隣の駅
名古屋鉄道
NH 名古屋本線
□ミュースカイ・□快速特急・■特急・□快速急行・■急行・■準急
通過
■急行（平日朝の上り1本）・■普通
金山駅（NH34） - 山王駅（NH35） - 名鉄名古屋駅（NH36）